# Moritz Erwin von Lempruch
Moritz Erwin Freiherr von Lempruch (* 23. April 1871 in Rudolfswerth; † 19. Februar 1946 in Krems) war ein österreichisch-ungarischer Generalmajor und Ingenieur. Von 1916 bis zum Kriegsende im November 1918 befehligte er mit der Ortlerfront den am höchsten gelegenen Frontabschnitt des Ersten Weltkrieges.

## Leben

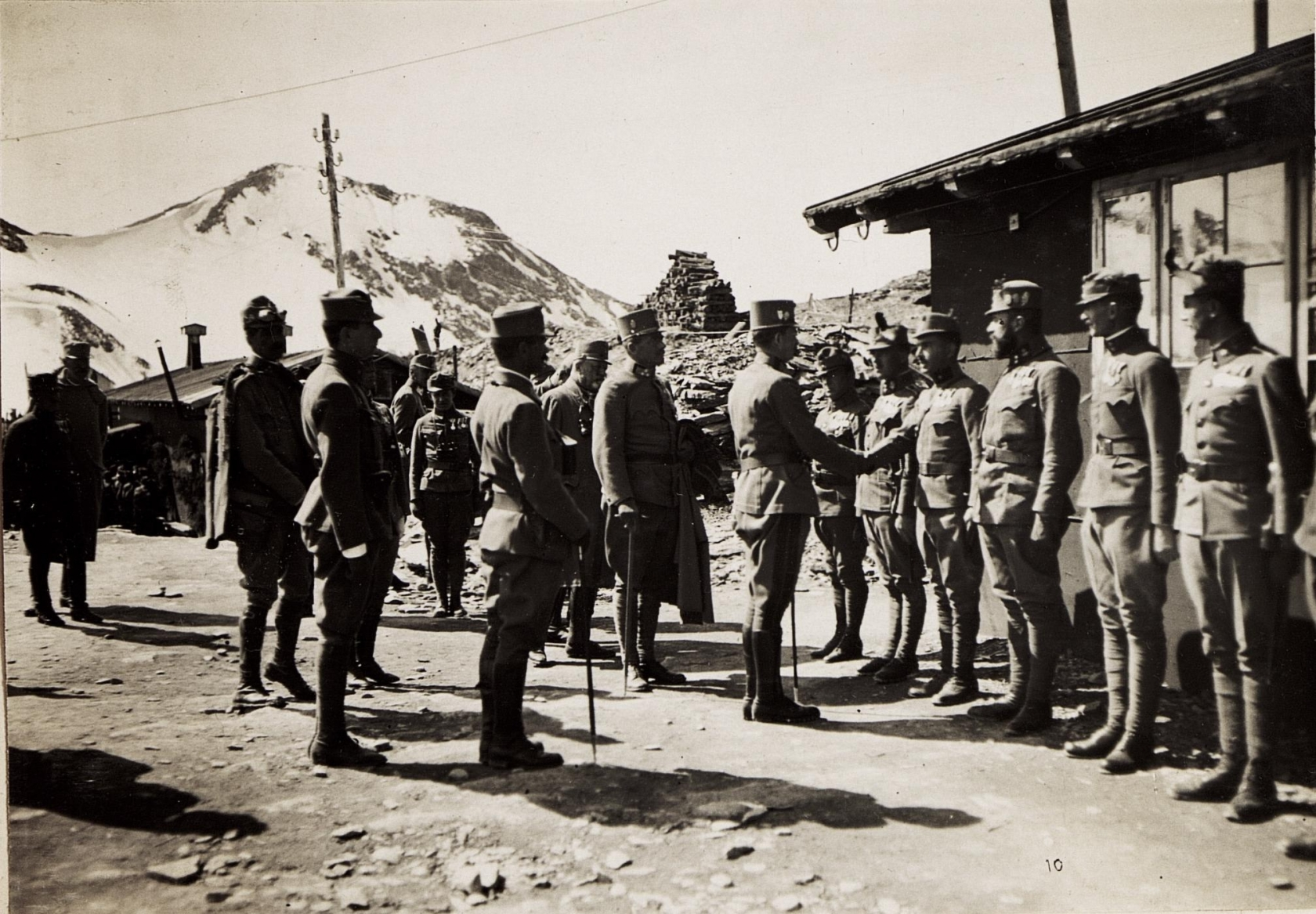
Kaiser Karl I. bei der Truppenabnahme am 16. September 1917 im Lempruchlager bei der Dreisprachenspitze, Oberst Freiherr von Lempruch unmittelbar links des Kaisers

Moritz Erwin von Lempruch wurde als dritter Sohn des Ehepaars Anton Freiherr von Lempruch und Alice Pober von Raccogliano auf Schloss Neuhof in Rudolfswerth in der Krain geboren, wo sein Vater als Offizier der k.u.k. Armee Dienst tat. Da sein Vater den Garnisonsstandort mehrmals wechselte, besuchte Moritz verschiedene Schulen, so die Volksschule in Theresienstadt und Wien, bevor er auf die Militär-Unterrealschule in St. Pölten ging. Aus letzterer wurde er wegen einer Disziplinverletzung ausgeschlossen. Danach kam er in die Unterrealschule nach Wien und ging anschließend auf die Oberrealschule in Salzburg, auf der er 1887 die Matura ablegte. Mit 16 Jahren war er der bei weitem jüngste Maturant der Schule.
Obwohl Moritz von Lempruch lieber Architektur studiert hätte, ließ sein Vater ihn die militärische Karriere einschlagen. Von 1887 bis 1890 besuchte er die Genie-Abteilung der k.u.k. Technischen Militärakademie in Wien. Er galt als fleißig mit einer schnellen Auffassungsgabe. 1890 schloss er die Akademie als Leutnant ab und wurde in das Eisenbahn- und Telegraphenregiment in Korneuburg versetzt.
Im Jahr 1892 wurde er zum Oberleutnant befördert und von 1894 bis 1895 war er Bataillons-Adjutant. 1899 wurde er, nachdem er mehrere Weiterbildungskurse besucht hatte, dem Geniestab des Genie-Bataillons Trient zugeteilt. In Trient war es bis 1901 tätig. Er arbeitete dort unter anderem an den Sperren Moena und Paneveggio und stieg in dieser Zeit zum Hauptmann auf. Danach kehrte er nach Korneuburg zurück und war dort bis 1903 Kommandant der Baukompanie.
Bis zum Ersten Weltkrieg war Lempruch als Genieoffizier an mehreren Standorten, darunter Krakau und Theresienstadt, mit verschiedenen Aufgaben betraut. Nach Kriegsausbruch im August 1914 wurde er, mittlerweile zum Oberstleutnant befördert, zur Geniedirektion Brixen abkommandiert und beschäftigte sich dort mit der Ausrüstung der Sperre Buchensteintal und dem Werk Tre Sassi. Vom Dezember 1914 bis zum italienischen Kriegseintritt im Mai 1915 hielt er sich an der Ostfront in Galizien im Bereich der k.u.k. IV. und VII. Armee auf und war mit Befestigungsarbeiten beschäftigt. In diese Zeit fiel sein erster Fronteinsatz. Nach der italienischen Kriegserklärung vom 23. Mai 1915 kehrte er zur Geniedirektion Brixen zurück und war dort bis September 1915 Befestigungsreferent des Deutschen Alpenkorps. Im Sommer 1915 erkrankte er an der Ruhr, so dass er keinen Fronteinsatz leisten konnte. Im September 1915 wurde er zum Oberst befördert.
Im Oktober 1915 gelangte er als Kampfgruppenkommandant auf die Hochebene von Folgaria. Diese Aufgabe musste er bereits im Februar 1916 wider Willen aufgeben, als er zum Kommandant des Subrayons I ernannt wurde und damit die Nachfolge des verstorbenen Oberst Abendorf antrat. Lempruch zeigte sich nicht begeistert von seinem neuen Aufgabengebiet, da er den Frontabschnitt zwischen Stilfserjoch und Cevedale als seiner Meinung nach zu ruhig und die Verlegung fast als Strafe betrachtete.
Im März 1916 traf er in Prad im Vinschgau ein. Bis zum Kriegsende im November 1918 verblieb er Kommandant des Frontabschnittes in der Ortler-Gruppe. In dieser Zeit gelang ihm die Verteidigung der sogenannten Ortlerfront, die sich entlang des Ortler-Hauptkammes auf Höhen bis zu 3900 m entlang zog. Er musste dabei, je länger der Krieg dauerte, mit immer knapper werdenden Ressourcen auskommen. Unter seinem Oberbefehl gelangen einige spektakuläre Aktionen, deren militärischer Erfolg zwar lokal begrenzt war, die aber aufgrund der äußeren widrigen Bedingungen Widerhall fanden, wie die ständige Besetzung des Ortlergipfles, der Königspitze, sowie die Eroberung und Verteidigung der Hohen Schneide und die vorübergehende Einnahme der Trafoier Eiswand mit Hilfe eines 2000 m langen Gletscherstollens.

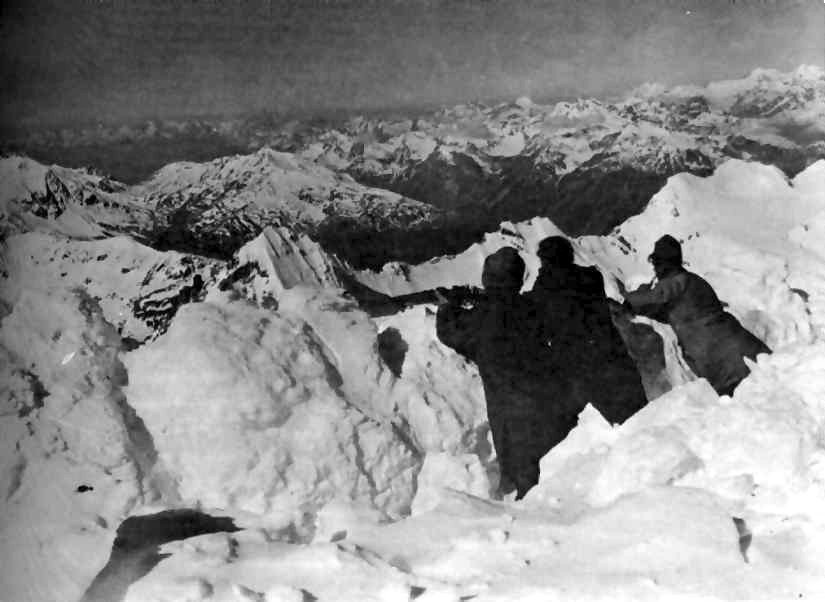
Ortlerstellung mit dahinter Thurwieserspitze, Bäckmanngrat, Trafoier Eiswand und Große Schneeglocke

Während seiner Zeit in Prad ging er auch seinen Hobbys Architektur und Malerei weiter nach. So entwarf er mehrere Kapellen, wie die Herz-Jesu Kapellen im Ortsteil Gragitz oder bei der Zufallhütte, für die er ebenfalls die Altarbilder schuf. Lempruch war stets darum bemüht, die Belastungen der Zivilbevölkerung, die zu Hilfsdiensten für den Kriegseinsatz hinzugezogen wurden, so gering wie möglich zu halten. Dafür und für die Grenzverteidigung wurde er in Glurns, Taufers, Prad und Stilfs zum Ehrenbürger ernannt.
In den chaotischen Rückzugstagen am Ende des Krieges gelang es ihm, seine Truppe geordnet bis nach Landeck zu führen und so der Gefangennahme zu entziehen.
Zum 1. Januar 1919 wurde Lempruch in den Ruhestand versetzt. Damit stand er nach Ende des Ersten Weltkrieges und der Monarchie vor einer völlig neuen Situation. Er musste sich gänzlich neu orientieren und war gezwungen aufgrund seiner geringen Pension eine neue Beschäftigung zu finden. Bis 1922 hielt er sich in Innsbruck auf und arbeitete dort als zweiter Direktor in einer technischen Firma. Anschließend trat er eine Stelle als Bauingenieur in Wien an, bevor er in der Folgezeit in die Porzellanmanufaktur Augarten wechselte und dort vom Porzellanmaler bis in die Direktion aufstieg. In der Nachkriegszeit begann er auch an seinen Kriegserinnerungen am Ortler Der König der Deutschen Alpen und seine Helden zu arbeiten, die er 1925 veröffentlichte. Im März 1926 wurde er nachträglich zum Generalmajor befördert. Anfang 1930 zog er sich auf sein Landgut Marienschlössl in Wiedendorf, heute Teil der Gemeinde Straß im Straßertale, in den Ruhestand zurück.

### Privatleben
Moritz Erwin Freiherr von Lempruch, der es vorzog, Erwin genannt zu werden, war seit 1905 mit Maria Viktoria Gräfin Sizzo-Noris verheiratet. Letztere entstammte einer alten Adelsfamilie aus Trient, aus der unter anderem der Fürstbischof Cristoforo Sizzo de Noris (1706–1776) hervorgegangen war. Aus der Ehe gingen zwei Kinder, eine Tochter und ein Sohn, hervor. Die Familie lebte bis zum Ersten Weltkrieg in Wien und auf ihrem Landgut in Wiedendorf.
Während seiner Zeit als Rayonskommandant in Prad ging er eine Beziehung mit seiner Haushälterin ein, aus der ein unehelicher Sohn entsprang. Nach dem Ende des Ersten Weltkrieges kehrte er zu seiner Frau und seinen zwei Kindern zurück. Als seine Frau im März 1930 an Lymphdrüsenkrebs starb, nahm Lempruch wieder Kontakt mit seiner ehemaligen Wirtschafterin aus Prad auf, für die er 1937 in Wiedendorf ein Häuschen kaufte.
Nach dem Anschluss Österreichs 1938, dem Lempruch positiv gegenüberstand, wurde sein Sohn von der SS wegen Mitgliedschaft in der Vaterländischen Front verhaftet. Nur mit Mühen gelang es ihm, wieder freizukommen und nach Schweden zu seiner Verlobten auszureisen.
Kurz vor Kriegsende 1945 fiel sein in der Wehrmacht dienender unehelicher Sohn. Von dem Tod erfuhr Lempruch erst Ende 1945. Seine ehemalige Wirtschafterin hatte 1941 geheiratet und nur noch sporadischen Kontakt mit ihm. Die Nachricht traf Lempruch schwer. Auch sein Gesundheitszustand hatte sich in der Zwischenzeit wesentlich verschlechtert. Am 19. Februar 1946 verstarb er nach kurzer schwerer Krankheit in Krems im Krankenhaus und wurde auf dem Friedhof in Elsarn, ebenfalls ein Ortsteil der Gemeinde Straß im Straßertale, beigesetzt. Die familieneigene Burg Albrechtsberg an der Großen Krems hatte er seinem Sohn Karl übertragen, der sie in den 1950er Jahren verkaufte.

## Auszeichnungen
- Orden der Eisernen Krone II. Klasse mit Kriegsdekoration und Schwertern
- Orden der Eisernen Krone III. Klasse mit Kriegsdekoration
- Leopold-Orden mit Kriegsdekoration
- Militärverdienstkreuz III. Klasse mit Kriegsdekoration
- Militär-Verdienstmedaille in Bronze am Bande[14]

## Schriften (Auswahl)
- Der König der deutschen Alpen und seine Helden (Ortlerkämpfe 1915/1918). Ch. Belser, Stuttgart 1925.
- Die Eroberung der “Hohen Schneid” im Ortlergebiet am 17. März 1917. In: Österreichisches Bundesministerium für Heerwesen (Hrsg.): Militärwissenschaftliche und technische Mitteilungen. LVIII. Jahrgang (1927), Heft September-Oktober, Wien 1927.